# Cynanchum crassipedicellatum
Cynanchum crassipedicellatum là một loài thực vật có hoa trong họ La bố ma. Loài này được Meve & Liede mô tả khoa học đầu tiên năm 1994.